# Saint-Georges-sur-Arnon
Saint-Georges-sur-Arnon – miejscowość i gmina we Francji, w Regionie Centralnym, w departamencie Indre, położona nad rzeką Arnon.
Według danych na rok 1990 gminę zamieszkiwały 383 osoby, a gęstość zaludnienia wynosiła 16 osób/km² (wśród 1842 gmin Regionu Centralnego Saint-Georges-sur-Arnon plasuje się na 768. miejscu pod względem liczby ludności, natomiast pod względem powierzchni na miejscu 528.).